# Xemeneies de Sabadell

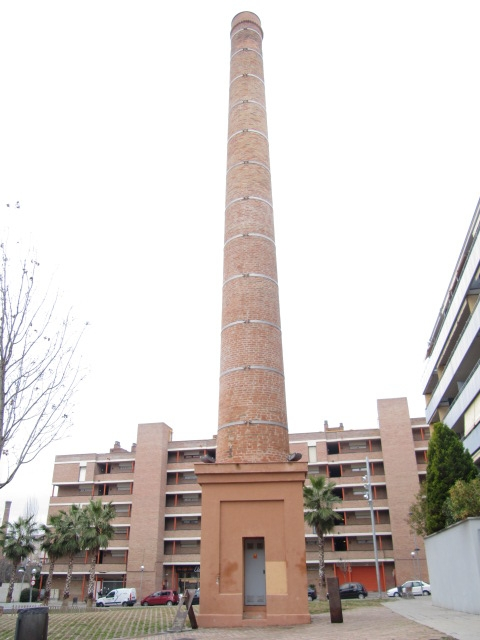
Xemeneia del Vapor Gran del Cotó

Les xemeneies de Sabadell són una de les empremtes en el paisatge urbà més significatives de Sabadell. Representen un testimoni vivent de la intensa activitat de la indústria tèxtil a la ciutat, des de la Revolució Industrial a Catalunya fins a final del segle xx. Actualment es conserven un total de 45 xemeneies industrials, de les quals 27 formen part de conjunts industrials encara existents —en funcionament, tancats o en runes—, 12 que es troben aïllades en places o parcs, en patis d'equipaments educatius o en l'interior d'illes de cases i 6 que s'han conservat en el seu context industrial original, actualment rehabilitat amb nous usos o com a punt museístic. Pràcticament totes aquestes xemeneies estan protegides pel Pla Especial de Protecció del Patrimoni de Sabadell (PEPPS).
| «                                                           | " […] Sabadell sempre atmirada prospera y creix galopant, la vigorosa alenada del vapor, la vá animant y sos telers traquetejan, sas xemeneyas fumejan lo cel catalá encensant! […] " | » |
| — Artur Masriera i Colomer, Á la industriosa Sabadell, 1882 | |   |

## Senyalització

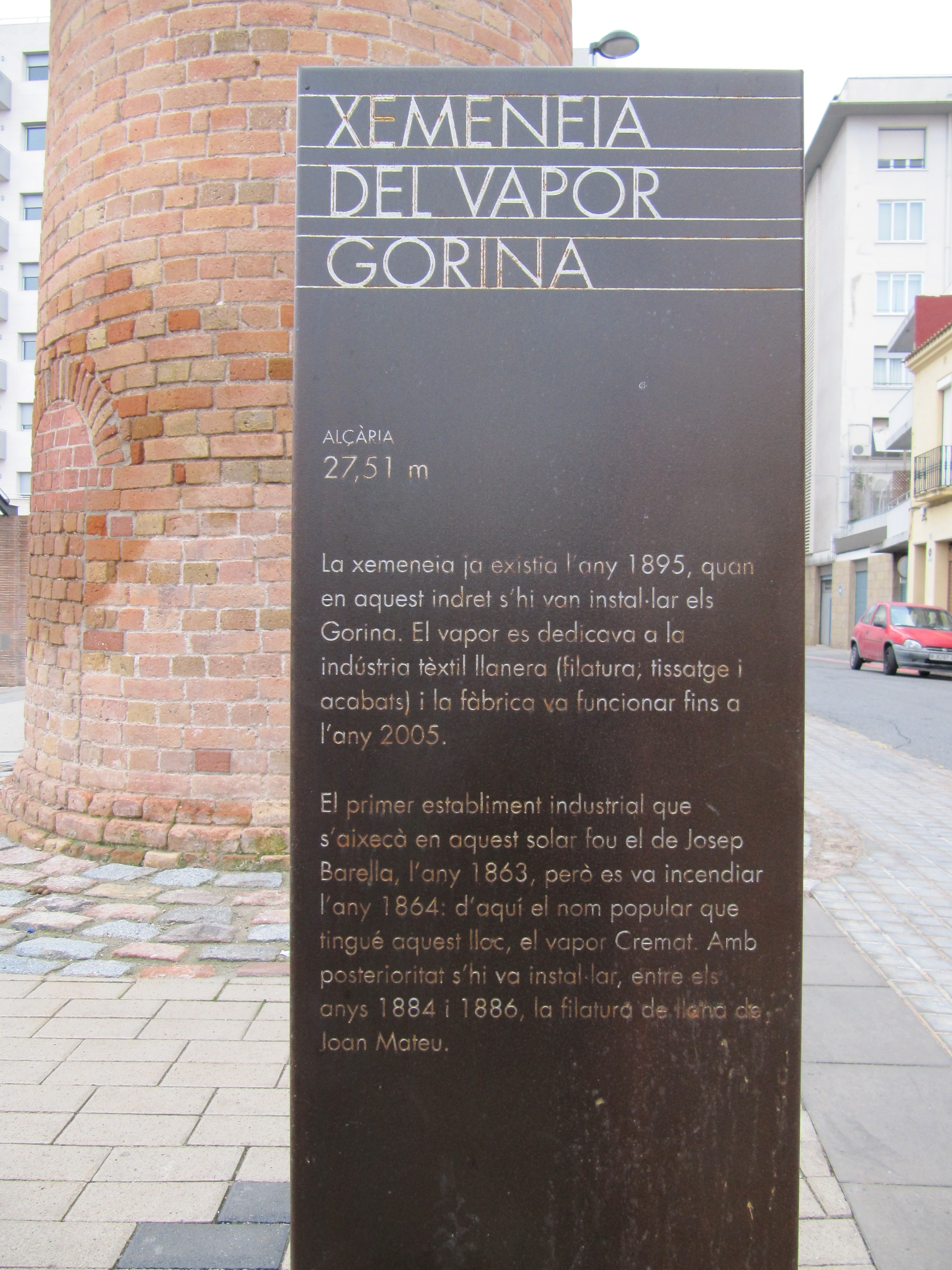
Placa informativa de la xemeneia del Vapor Gorina

L'any 2006 el Museu d'Història de Sabadell, en col·laboració amb la Fundació Caixa Catalunya, va iniciar un projecte de senyalització de les xemeneies d'antics vapors i fàbriques tèxtils de Sabadell anomenat "Xemeneies de Sabadell. Un recorregut històric" amb l'objectiu de posar en valor el patrimoni de la ciutat i difondre'n aquests elements històrics. El disseny gràfic, disseny industrial i producció de la senyalística de les xemeneies de Sabadell va ser encarregat a Cèl·lula, un estudi de disseny gràfic de Sabadell especialitzat en difusió cultural que l'any 2007 va guanyar un concurs convocat pels museus de Sabadell per trobar un disseny per senyalitzar les xemeneies. La proposta de Cèl·lula va consistir en diverses plaques d'identificació fabricades amb acer Corten —d'acabat rovellat— amb la tipografia Futura gravada. Consten d'una breu explicació de la història del vapor o la fàbrica a la qual pertanyia la xemeneia.
Com a part del projecte, al juliol del 2010 es va publicar un llibret amb el mateix nom que va acompanyat d'un CD, on hi ha catalogades les 45 xemeneies industrials que es conserven a Sabadell. Aquest opuscle, de distribució gratuïta, es va posar a l'abast de tots els visitants i usuaris dels museus municipals i forma part de la sèrie dedicada a la divulgació de diferents itineraris històrics i patrimonials.
Al desembre del 2010 la iniciativa va rebre el Premi Especial de Patrimoni, atorgat unànimament pel jurat, als Premis Bonaplata del 2010, que són organitzats per l'Associació del Museu de la Ciència i de la Tècnica i d'Arqueologia Industrial de Catalunya (AMCTAIC) i premien aquelles persones o institucions que hagin contribuït a valorar el patrimoni industrial.
En la primera fase del projecte es van senyalitzar 7 xemeneies d'un total de 16 que es volen senyalitzar. Aquestes xemeneies, que en l'actualitat es troben en espais urbanitzats, són les dels vapors de Ca l'Escapçat, d'en Palà o de Bonaventura Brutau, de Cal Molins i de Ca l'Estruch, i de les fàbriques de Francesc Sampere i germans, Fytisa i Garriga Germans.

## Llista de les xemeneies conservades
| Nº | Nom                                                        | Imatge                                                     | Alçada (m) | Fàbrica                                     | Enginyer                                                   | Any                               | Localització | Observacions |
| -- | ---------------------------------------------------------- | ---------------------------------------------------------- | ---------- | ------------------------------------------- | ---------------------------------------------------------- | --------------------------------- | --- | --- |
| 1  | Xemeneia d'Artèxtil                                        | Xemeneia d'Artèxtil                                        | 48,17      | Auxiliar Tèxtil, S.A.                       | Arnau Izard i Llonch i Santiago Casulleras i Forteza (arq) | 1945                              | Situada a la Gran Via. 41° 33′ 5.72″ N, 2° 6′ 53.01″ E / 41.5515889°N,2.1147250°E                                                                                           | La base és de planta quadrada i el cos és octogonal. |
| 2  | Xemeneia d'Auxiliar Industrial Sabadellense                | Xemeneia d'Auxiliar Industrial Sabadellense                | 17,38      | Auxiliar Industrial Sabadellense            | Narcís Nunell i Sala i Juli Batllevell                     | 1895                              | Situada al riu Ripoll. 41° 32′ 31.44″ N, 2° 7′ 39.70″ E / 41.5420667°N,2.1276944°E                                                                                          | La base i el cos són de planta circular. |
| 3  | Xemeneia de Baygual i Llonch                               | Xemeneia de Baygual i Llonch                               | 20,14      | Baygual i Llonch                            | —                                                          | 1949-1958                         | Situada al barri de Can Feu 41° 32′ 36.34″ N, 2° 5′ 47.42″ E / 41.5434278°N,2.0965056°E                                                                                     | La base és de planta quadrada i el cos és circular. |
| 4  | Xemeneia de la Bòbila dels Baranera                        | Xemeneia de la Bòbila dels Baranera                        | 27,75      | Bòbila dels Baranera                        | —                                                          | 1945-1949                         | Situada als antics terrenys de la Granja del Pas, a l'actual Aeròdrom de Sabadell i el Parc Central del Vallès. 41° 31′ 20.28″ N, 2° 6′ 47.43″ E / 41.5223000°N,2.1131750°E | La base és de planta quadrada i el cos és circular. |
| 5  | Xemeneia de Cal Bros                                       | Xemeneia de Cal Bros                                       | 45         | Tints de Pere Bros Pinosa                   | Arnau Izard i Llonch                                       | 1954                              | Situada al barri Centre. 41° 32′ 34.07″ N, 2° 6′ 47.87″ E / 41.5427972°N,2.1132972°E                                                                                        | La base és de planta quadrada i el cos és octogonal. La base es troba a 2,4 m per sota de la cota del carrer de Bosch i Cardellach i a 5,4 m per sota del carrer de Gurrea, dos carrers que creuen en paral·lel de la Gran Via a la Rambla.      |
| 6  | Xemeneia de Ca l'Estruch                                   | Xemeneia de Ca l'Estruch                                   | 43,5       | Vapor de Ca l'Estruch                       | Miquel Sampere i Oriach                                    | 1917-1919                         | Situada al barri de la Creu Alta. 41° 33′ 12.08″ N, 2° 5′ 57.25″ E / 41.5533556°N,2.0992361°E                                                                               | La base és de planta quadrada i el cos és circular. |
| 7  | Xemeneia de Cal Grau                                       | Xemeneia de Cal Grau                                       | 52,47      | Grau, S.A.                                  | Arnau Izard i Llonch                                       | 1949-1950                         | Situada al riu Ripoll. 41° 32′ 43.82″ N, 2° 7′ 32.68″ E / 41.5455056°N,2.1257444°E                                                                                          | La base és de planta quadrada i el cos és octogonal. És la xemeneia més alta de les que es conserven a Sabadell. |
| 8  | Xemeneia de Cal Mainou i Cia.                              | Xemeneia de Cal Mainou i Cia.                              | 19,47      | Mainou i Cia                                | —                                                          | 1911-1934                         | 41° 32′ 47.51″ N, 2° 7′ 6.87″ E / 41.5465306°N,2.1185750°E | No té base i el cos és de planta circular. |
| 9  | Xemeneia de Cal Marcet                                     | Xemeneia de Cal Marcet                                     | 33,44      | Marcet, S.A.                                | Josep Salvador i Roig i Antoni Forrellad i Solà            | 1947                              | 41° 32′ 29.31″ N, 2° 5′ 58.69″ E / 41.5414750°N,2.0996361°E | La base és de planta quadrada i el cos és circular. |
| 10 | Xemeneia de Cal Vinardell                                  | Xemeneia de Cal Vinardell                                  | 30         | Cal Vinardell                               | Ramon Vall i Rimblas                                       | 1960                              | 41° 32′ 7.41″ N, 2° 6′ 35.58″ E / 41.5353917°N,2.1098833°E | La base és de planta quadrada i el cos és circular. |
| 11 | Xemeneia de Camps Germans 1                                | Xemeneia de Camps Germans 1                                | 12,79      | Camps Germans                               | Josep Salvador i Roig                                      | 1944                              | Situada al barri Centre. 41° 32′ 35.91″ N, 2° 6′ 9.75″ E / 41.5433083°N,2.1027083°E                                                                                         | No té base i el cos és de planta quadrada. |
| 12 | Xemeneia de Camps Germans 2                                | Xemeneia de Camps Germans 2                                | 12,27      | Camps Germans                               | Arnau Izard i Llonch                                       | 1951                              | Situada al barri Centre. 41° 32′ 36.11″ N, 2° 6′ 9.42″ E / 41.5433639°N,2.1026167°E                                                                                         | La base i el cos són de planta quadrada. És la xemeneia més baixa de les que es conserven senceres. |
| 13 | Xemeneia de la fàbrica Montllor                            | Xemeneia de la fàbrica Montllor                            | 23,57      | Montllor                                    | Miquel Sampere i Oriach                                    | 1923-1925                         | 41° 32′ 42.83″ N, 2° 6′ 52.38″ E / 41.5452306°N,2.1145500°E | La base és de planta quadrada i el cos és circular. Tot i que no se sap del tot segur, és molt probable que Miquel Sampere realitzés el projecte de la xemeneia de la fàbrica Montllor.                                                          |
| 14 | Xemeneia de Francesc Sampere i germans                     | Xemeneia de Francesc Sampere i germans                     | 36,70      | Francesc Sampere i germans                  | Francesc Izard i Bas                                       | 1918                              | Situada a la Gran Via, a l'actual plaça Frederic Mompou. 41° 32′ 53.44″ N, 2° 6′ 50.85″ E / 41.5481778°N,2.1141250°E                                                        | La base i el cos són de planta circular. |
| 15 | Xemeneia de Fytisa                                         | Xemeneia de Fytisa                                         | 27,55      | Fytisa                                      | Josep Salvador i Roig i Antoni Forrellad i Solà            | 1943                              | 41° 32′ 40.52″ N, 2° 6′ 27.98″ E / 41.5445889°N,2.1077722°E | La base és de planta quadrada i el cos és circular. |
| 16 | Xemeneia de Garriga Germans                                | Xemeneia de Garriga Germans                                | 26,14      | Garriga Germans                             | Arnau Izard i Llonch                                       | 1962                              | 41° 32′ 32.57″ N, 2° 6′ 56.4″ E / 41.5423806°N,2.115667°E | La base i el cos són de planta circular. És la xemeneia més recent de les que es conserven. |
| 17 | Xemeneia d'Indústries Auxiliars Casablancas                | Xemeneia d'Indústries Auxiliars Casablancas                | 33,07      | Indústries Auxiliars Casablancas, S.A.      | Arnau Izard i Llonch                                       | 1946                              | 41° 32′ 24.60″ N, 2° 6′ 20.40″ E / 41.5401667°N,2.1056667°E | La base és de planta quadrada i el cos és octogonal. |
| 18 | Xemeneia de la carboneria de Jaume Muntanyola              | Xemeneia de la carboneria de Jaume Muntanyola              | 10,50      | Carboneria Jaume Muntanyola                 | Gerónimo Bolíbar Galup                                     | 1893                              | 41° 32′ 13.39″ N, 2° 5′ 53.34″ E / 41.5370528°N,2.0981500°E | La base i el cos són de planta circular. Posteriorment fou anomenada xemeneia de Tints Enrich. |
| 19 | Xemeneia de Jeroni Gibert                                  | Xemeneia de Jeroni Gibert                                  | 15,98      | Foneria Jeroni Gibert                       | —                                                          | 1878-1886                         | 41° 32′ 22.29″ N, 2° 6′ 26.79″ E / 41.5395250°N,2.1074417°E | No té base i el cos és de planta circular. |
| 20 | Xemeneia de La Lanera Española                             | Xemeneia de La Lanera Española                             | 32,92      | La Lanera Española                          | Juan Flórez Posada i Émile Mouris (arq)                    | 1917                              | Situada en una terrassa superior del riu Ripoll, a tocar de la carretera de Castellar del Vallès. 41° 34′ 21.17″ N, 2° 5′ 48.83″ E / 41.5725472°N,2.0968972°E               | La base és de planta quadrada i el cos és circular. La Lanera Española fou construïda entre els anys 1915 i 1917. La xemeneia i bona part de la fàbrica encara es conserven.                                                                     |
| 21 | Xemeneia de Llagostera i Sampere                           | Xemeneia de Llagostera i Sampere                           | 33,84      | Llagostera i Sampere                        | Francesc Izard i Bas                                       | 1907                              | 41° 32′ 46.38″ N, 2° 5′ 51.34″ E / 41.5462167°N,2.0975944°E | La base és de planta quadrada i el cos és circular. |
| 22 | Xemeneia del Molí de l'Amat                                | Xemeneia del Molí de l'Amat                                | 12,94      |                                             | —                                                          | ca.1941                           | Situada al riu Ripoll. 41° 34′ 2.70″ N, 2° 6′ 33.38″ E / 41.5674167°N,2.1092722°E                                                                                           | La base és de planta quadrada i el cos és circular. |
| 23 | Xemeneia del Molí d'en Font                                | Xemeneia del Molí d'en Font                                | 12,44      |                                             | —                                                          | Anterior als anys 50 del segle XX | Situada en una terrassa superior del riu Ripoll, a tocar de la carretera de Castellar del Vallès. 41° 34′ 15″ N, 2° 5′ 59.46″ E / 41.57083°N,2.0998500°E                    | La base és de planta quadrada i el cos és circular. |
| 24 | Xemeneia del Molí d'en Fontanet                            | Xemeneia del Molí d'en Fontanet                            | 19,68      |                                             | —                                                          | 1875-1920                         | Situada al riu Ripoll. 41° 32′ 58.81″ N, 2° 7′ 6.58″ E / 41.5496694°N,2.1184944°E                                                                                           | La base és de planta quadrada i el cos és octogonal. |
| 25 | Xemeneia del Molí d'en Galí 1                              | Xemeneia del Molí d'en Galí 1                              | 17,87      |                                             | —                                                          | 1895 ?                            | Situada al riu Ripoll. 41° 34′ 39.49″ N, 2° 5′ 20.47″ E / 41.5776361°N,2.0890194°E                                                                                          | La base és de planta quadrada i el cos és circular. |
| 26 | Xemeneia del Molí d'en Galí 2                              | Xemeneia del Molí d'en Galí 2                              | 15,71      |                                             | —                                                          | Mitjan o finals dels anys 1960    | Situada al riu Ripoll. 41° 34′ 40.49″ N, 2° 5′ 19.51″ E / 41.5779139°N,2.0887528°E                                                                                          | La base i el cos són de planta quadrada. |
| 27 | Xemeneia del Molí d'en Mornau - de Ca l'Estruch 1          | Xemeneia del Molí d'en Mornau - de Ca l'Estruch 1          | 14,72      | Estruch, S.A.                               | —                                                          | ca. 1949                          | Situada al riu Ripoll. 41° 34′ 36.32″ N, 2° 5′ 31.39″ E / 41.5767556°N,2.0920528°E                                                                                          | La base i el cos són de planta quadrada. |
| 28 | Xemeneia del Molí d'en Mornau - de Ca l'Estruch 2          | Xemeneia del Molí d'en Mornau - de Ca l'Estruch 2          | 18,02      | Estruch, S.A.                               | —                                                          |                                   | Situada al riu Ripoll. 41° 34′ 35.07″ N, 2° 5′ 29.24″ E / 41.5764083°N,2.0914556°E                                                                                          | La base i el cos són de planta quadrada. |
| 29 | Xemeneia del Molí d'en Torrella                            | Xemeneia del Molí d'en Torrella                            | 17,18      |                                             | —                                                          | 1927-1930                         | Situada al riu Ripoll. 41° 33′ 23.85″ N, 2° 6′ 56.55″ E / 41.5566250°N,2.1157083°E                                                                                          | La base i el cos són de planta quadrada. |
| 30 | Xemeneia del rentador de cal Llonch                        | Xemeneia del rentador de cal Llonch                        | 13,04      | Cal Llonch                                  | Arnau Izard i Llonch                                       | 1943                              | 41° 33′ 24.70″ N, 2° 6′ 10.31″ E / 41.5568611°N,2.1028639°E | Només queda la base, aquesta és un prisma recte, força alt, des del qual s'elevava la xemeneia que era de planta circular. |
| 31 | Xemeneia de Timsa                                          | Xemeneia de Timsa                                          | 13,20      | Tints Industrials Moix, S.A.                | —                                                          | Anterior a 1949                   | Situada al riu Ripoll. 41° 32′ 35.20″ N, 2° 7′ 36.80″ E / 41.5431111°N,2.1268889°E                                                                                          | La base i el cos són de planta circular. |
| 32 | Xemeneia de Tints i Aprestos d'Enric Casanovas Argelaguet  | Xemeneia de Tints i Aprestos d'Enric Casanovas Argelaguet  | 34,87      | Tints i Aprestos Enric Casanovas Argelaguet | Camilo Dòria Puig-Oriol                                    | 1947                              | Situada al riu Ripoll. 41° 34′ 22.71″ N, 2° 5′ 45.24″ E / 41.5729750°N,2.0959000°E                                                                                          | La base i el cos són de planta circular. Actualment, d'aquest conjunt industrial tan sols resta la xemeneia, a tocar del Ripoll, a l'indret on hi havia hagut el molí de l'Oriac.                                                                |
| 33 | Xemeneia del Vapor de Cal Borni Duch                       | Xemeneia del Vapor de Cal Borni Duch                       | 30,45      | Vapor de Cal Borni Duch                     | Narcís Nunell i Sala                                       | 1887                              | 41° 32′ 13.29″ N, 2° 6′ 54.75″ E / 41.5370250°N,2.1152083°E | No té base i el cos és de planta circular. |
| 34 | Xemeneia del Vapor Buxeda Nou                              | Xemeneia del Vapor Buxeda Nou                              | 14,94      | Vapor Buxeda Nou                            | Narcís Nunell i Sala                                       | 1881                              | 41° 32′ 22.74″ N, 2° 6′ 30.17″ E / 41.5396500°N,2.1083806°E | La base és de planta quadrada i el cos és circular. |
| 35 | Xemeneia del Vapor Buxeda Vell - La Mercantil Sabadellense | Xemeneia del Vapor Buxeda Vell - La Mercantil Sabadellense | 38,70      | Vapor Buxeda Vell                           | Francesc Izard i Bas                                       | 1906                              | Situada al barri Centre. 41° 32′ 29.11″ N, 2° 6′ 30.63″ E / 41.5414194°N,2.1085083°E                                                                                        | La base és de planta quadrada i el cos és circular. |
| 36 | Xemeneia del Vapor d'en Codina                             | Xemeneia del Vapor d'en Codina                             | 29,78      | Vapor d'en Codina                           | Narcís Nunell i Sala                                       | 1880                              | Situada a la Gran Via. 41° 32′ 44.06″ N, 2° 6′ 56.35″ E / 41.5455722°N,2.1156528°E                                                                                          | La base és de planta quadrada i el cos és circular. |
| 37 | Xemeneia del Vapor d'en Cusidó                             | Xemeneia del Vapor d'en Cusidó                             | 29,34      | Vapor d'en Cusidó (Ribera & Cusidó)         | —                                                          | 1894-1909                         | 41° 33′ 16.26″ N, 2° 6′ 18.49″ E / 41.5545167°N,2.1051361°E | No té base i el cos és de planta circular. |
| 38 | Xemeneia del Vapor de ca l'Escapçat                        | Xemeneia del Vapor Escapçat                                | 38,02      | Vapor de ca l'Escapçat                      | Manuel Folguera i Duran                                    | 1897                              | 41° 32′ 3.75″ N, 2° 6′ 56.35″ E / 41.5343750°N,2.1156528°E | La base i el cos són de planta circular. Actualment es troba al pati del col·legi d'educació infantil i primària Amadeu Vives. |
| 39 | Xemeneia del Vapor de Ca l'Escardat - Miquel Bósser, SA    | Xemeneia del Vapor de Ca l'Escardat - Miquel Bósser, SA    | 25,63      | Vapor de Ca l'Escardat                      | —                                                          | 1862-1886                         | 41° 32′ 32.97″ N, 2° 6′ 27.14″ E / 41.5424917°N,2.1075389°E | La base és de planta quadrada i el cos és circular. |
| 40 | Xemeneia del Vapor Gorina                                  | Xemeneia del Vapor Gorina                                  | 27,51      | Vapor Gorina                                | —                                                          | 1886-1895                         | Situada a la Gran Via. 41° 32′ 25.08″ N, 2° 6′ 47.81″ E / 41.5403000°N,2.1132806°E                                                                                          | La base i el cos són de planta circular. |
| 41 | Xemeneia del Vapor Gran del Cotó                           | Xemeneia del Vapor Gran del Cotó                           | 29,61      | Vapor Gran del Cotó                         | —                                                          | 1854-1881                         | Situada al barri Centre. 41° 32′ 29.77″ N, 2° 6′ 26.62″ E / 41.5416028°N,2.1073944°E                                                                                        | La base és de planta quadrada i el cos és circular. |
| 42 | Xemeneia del Vapor de Cal Molins                           | Xemeneia de Cal Molins                                     | 29,62      | Vapor de Cal Molins                         | Manuel Folguera i Duran                                    | 1901                              | 41° 32′ 59.19″ N, 2° 6′ 48.39″ E / 41.5497750°N,2.1134417°E | La base és de planta quadrada i el cos és circular. El vapor de Cal Molins es dedicava a la indústria tèxtil llanera i es va construir l'any 1912.                                                                                               |
| 43 | Xemeneia del Vapor d'en Palà                               | Xemeneia del Vapor d'en Palà                               | 33,20      | Vapor d'en Palà                             | —                                                          | 1856-1896                         | Situada al barri Centre. 41° 32′ 31.06″ N, 2° 6′ 46.47″ E / 41.5419611°N,2.1129083°E                                                                                        | La base i el cos són de planta circular. El vapor, que es dedicava a la indústria tèxtil cotonera, es va construir l'any 1856 i la xemeneia l'any 1896. Actualment es troba al pati del col·legi d'educació infantil i primària Joanot Alisanda. |
| 44 | Xemeneia del Vapor d'en Pissit                             | Xemeneia del Vapor d'en Pissit                             | 12,85      | Vapor d'en Pissit                           | Manuel Folguera i Duran                                    | 1911                              | Situada al barri Centre. 41° 32′ 35.29″ N, 2° 6′ 35.52″ E / 41.5431361°N,2.1098667°E                                                                                        | La base és de planta quadrada i el cos és circular. |
| 45 | Xemeneia del Vapor de Can Quadres                          | Xemeneia del Vapor de Can Quadres                          | 35,08      | Vapor de Can Quadres                        | Narcís Nunell i Sala                                       | 1883                              | Situada al camí de Can Quadres, al barri de Sant Oleguer, al costat del riu Ripoll. 41° 32′ 25.95″ N, 2° 7′ 29.43″ E / 41.5405417°N,2.1248417°E                             | La base és de planta quadrada i el cos és circular. |

## Xemeneies desaparegudes
| Nom                               | Imatge       | Alçada (m) | Fàbrica                                | Enginyer | Any  | Localització                                  | Observacions                                                                                  |
| --------------------------------- | ------------ | ---------- | -------------------------------------- | -------- | ---- | --------------------------------------------- | --------------------------------------------------------------------------------------------- |
| Xemeneia de Cal Jepó Nou          |              | 48 m       | Cal Jepó Nou (Prat, Carol i Companyia) |          |      |                                               | Va ser la xemeneia més alta de Sabadell fins a l'any 1945. Fou enderrocada la tardor de 1973. |
| Xemeneia del Vapor Badia          | Vapor Badia  | 24 m       | Vapor Badia                            |          | 1867 | Es trobava a l'actual Biblioteca Vapor Badia. | Fou enderrocada als anys quaranta del segle xx.                                               |
| Xemeneia del Vapor d'en Joan Salt |              | —          | Vapor d'en Joan Salt                   |          |      | —                                             | Va ser localitzat en la intervenció arqueològica feta al solar de l'antic Teatre Euterpe.     |
| Xemeneia del Vapor Llonch         | Vapor Llonch |            | Vapor Llonch                           |          |      |                                               |                                                                                               |